# 三者連続三球三振を記録したメジャーリーグベースボール投手一覧
三者連続三球三振を記録したメジャーリーグベースボール投手一覧（さんしゃれんぞくさんきゅうさんしんをきろくしたメジャーリーグベースボールとうしゅいちらん）は、野球のメジャーリーグベースボール公式戦において、1イニングに3人の打者から連続して3球のストライクのみによる三振を奪い、その3人の打者との対戦だけでイニングの投球を完了した投手の一覧である。
1イニングで投手が9球しか投げず、三人の打者をそれぞれ三球三振に打ち取ったときはimmaculate inning（イマキュレートイニング、欠点のないイニングの意）と呼ばれる。
この記録は珍しく、サイクル安打やノーヒットノーランといったよく知られたものより稀である。
2024年7月10日終了現在、104人のメジャーリーグベースボール選手が計115回記録している。初めて記録されたのは1889年6月4日のボストン・ビーンイーターズのジョン・クラークソンによるフィラデルフィア・クエーカーズとの一戦でのことである。レフティ・グローブ、サンディー・コーファックス、ノーラン・ライアン、ランディ・ジョンソン、マックス・シャーザー、クリス・セール、ケビン・ゴーズマンの7人が複数回記録、コーファックスとシャーザーの2人が3度記録している。
2017年には年間史上最多となる8度記録された。
2022年6月15日にヒューストン・アストロズのルイス・ガルシアとフィル・メイトンがそれぞれ達成し、1試合で2度の達成は史上初となった。また、両投手ともネイト・ロウ、エセキエル・デュラン、ブラッド・ミラーから三振を奪っている。

## 統計
記録した104人のうち81人が右投げ、24人が左投げ。ロジャー・クレメンス、ボブ・ギブソン、ランディ・ジョンソン、ペドロ・マルティネス、ノーラン・ライアン、マックス・シャーザーは3000奪三振クラブ入りを果たしている。スローピー・サーストン、ウェイド・マイリー、ノーラン・ライアンは新人で記録、うちライアンはアメリカンリーグ、ナショナルリーグの両方で記録した唯一の投手。ダニー・ジャクソンはワールドシリーズで記録した唯一の投手。
アメリカ野球殿堂には12人の選手が殿堂入り、そのうち5人は1回目の投票で選出された。

## 一覧
| 回            | 達成回数                   |
| 人            | 達成人数                   |
| 投手 (X)      | 投手の氏名と記録回数       |
| 投            | 投球の利き手               |
| 日付          | 試合が行われた日付         |
| チーム        | 所属球団                   |
| 対戦チーム    | 打ち取られた選手の所属球団 |
| イニング      | 記録したイニング           |
| 打者 (X)      | 打ち取られた選手           |
| Box           | 試合のボックススコア       |
| dagger        | アメリカ野球殿堂選出       |
| double-dagger | 現役選手                   |

| 回  | 人  | 投手                           | 投 | 日付           | チーム                           | 対戦チーム                       | イニング | 打者                                                                           | Box     |
| --- | --- | ------------------------------ | -- | -------------- | -------------------------------- | -------------------------------- | -------- | ------------------------------------------------------------------------------ | ------- |
| 1   | 1   | ジョン・クラークソン           | 右 | 1889年6月4日   | ボストン・ビーンイーターズ       | フィラデルフィア・クエーカーズ   | 3        | ジム・フォガティ, サム・トンプソン, シド・ファラー                             | n/a     |
| 2   | 2   | ルーブ・ワッデル               | 左 | 1902年7月1日   | フィラデルフィア・アスレチックス | ボルチモア・オリオールズ         | 3        | ビリー・ギルバート, ハリー・ハウエル, ジャック・クロニン                       | n/a     |
| 3   | 3   | パット・ラガン                 | 右 | 1914年10月5日  | ブルックリン・ドジャース         | ボストン・ブレーブス             | 8        | ポッサム・ウィット, ブッチ・シュミット, レッド・スミス                         | n/a     |
| 4   | 4   | ジョー・オシュガー             | 右 | 1921年9月8日   | ボストン・ブレーブス             | フィラデルフィア・フィリーズ     | 4        | ベーボー・ルボルボー, サイ・ウィリアムズ, エド・コネッチー                     | n/a     |
| 5   | 5   | スローピー・サーストン         | 右 | 1923年8月22日  | シカゴ・ホワイトソックス         | フィラデルフィア・アスレチックス | 12       | ビューティ・マッゴーワン, チック・ギャロウェイ, サミー・ヘイル                 | n/a     |
| 6   | 6   | ダジー・ヴァンス               | 右 | 1924年9月14日  | ブルックリン・ドジャース         | シカゴ・カブス                   | 2        | サム・ボーン, バブルス・ハーグレイブ, エッパ・リクシー                         | n/a     |
| 7   | 7   | レフティ・グローブ             | 左 | 1928年8月23日  | フィラデルフィア・アスレチックス | クリーブランド・インディアンス   | 2        | エド・モルガン, ルーサー・ハーヴェル, チック・オートライ                       | n/a     |
| 8   |     | レフティ・グローブ (2)         | 左 | 1928年9月27日  | フィラデルフィア・アスレチックス | シカゴ・ホワイトソックス         | 7        | モー・バーグ, トミー・トーマス, ジョニー・モスチル                             | n/a     |
| 9   | 8   | ビリー・ホーフト               | 左 | 1953年9月7日   | デトロイト・タイガース           | シカゴ・ホワイトソックス         | 7        | ジム・リベラ, マイク・フォーニエス, チコ・カラスケル                           | [ 16 ]  |
| 10  | 9   | ロビン・ロバーツ               | 右 | 1956年4月17日  | フィラデルフィア・フィリーズ     | ブルックリン・ドジャース         | 6        | カール・フリロ, チャーリー・ニール, サンディ・アモロス                         | [ 17 ]  |
| 11  | 10  | ジム・バニング                 | 右 | 1959年8月2日   | デトロイト・タイガース           | ボストン・レッドソックス         | 9        | サミー・ホワイト, ジム・マホニー, アイク・デローク                             | [ 18 ]  |
| 12  | 11  | サンディー・コーファックス     | 左 | 1962年6月30日  | ロサンゼルス・ドジャース         | ニューヨーク・メッツ             | 1        | リッチー・アシュバーン, ロッド・カネール, フェリックス・マンティラ             | [ 19 ]  |
| 13  |     | サンディー・コーファックス (2) | 左 | 1963年4月19日  | ロサンゼルス・ドジャース         | ヒューストン・コルト45's         | 5        | ボブ・アスプロモンテ, ジム・キャンベル, ターク・ファレル                       | [ 20 ]  |
| 14  | 12  | トニー・クロニンガー           | 右 | 1963年6月15日  | ミルウォーキー・ブレーブス       | フィラデルフィア・フィリーズ     | 8        | トニー・ゴンザレス, クレイ・ダルリンブル, ルーベン・アマロ                     | [ 21 ]  |
| 15  |     | サンディ・コーファックス (3)   | 左 | 1964年4月18日  | ロサンゼルス・ドジャース         | シンシナティ・レッズ             | 3        | レオ・カーデナス, ジョニー・エドワーズ, ジム・マロニー                         | [ 22 ]  |
| 16  | 13  | ボブ・ブルース                 | 右 | 1964年4月19日  | ヒューストン・コルト45's         | セントルイス・カージナルス       | 8        | ビル・ホワイト, チャーリー・ジェームス, ケン・ボイヤー                         | [ 23 ]  |
| 17  | 14  | アル・ダウニング               | 左 | 1967年8月11日  | ニューヨーク・ヤンキース         | クリーブランド・インディアンス   | 2        | トニー・ホートン, ドン・デメテル, デューク・シムズ                             | [ 24 ]  |
| 18  | 15  | ノーラン・ライアン             | 右 | 1968年4月19日  | ニューヨーク・メッツ             | ロサンゼルス・ドジャース         | 3        | クロード・オスティーン, ウェス・パーカー, ソイロ・ベルサイエス                 | [ 25 ]  |
| 19  | 16  | ボブ・ギブソン                 | 右 | 1969年5月12日  | セントルイス・カージナルス       | ロサンゼルス・ドジャース         | 7        | レン・ガブリエルソン, ポール・ポポビッチ, ジョン・ミラー                       | [ 26 ]  |
| 20  | 17  | ビル・ウィルソン               | 右 | 1971年7月6日   | フィラデルフィア・フィリーズ     | アトランタ・ブレーブス           | 8        | ダレル・エバンス, ハル・キング, アール・ウィリアムズ                           | [ 27 ]  |
| 21  | 18  | ジョン・ストロマイヤー         | 右 | 1971年7月10日  | モントリオール・エクスポズ       | フィラデルフィア・フィリーズ     | 5        | マイク・ライアン, ウッディ・フリーマン, デニー・ドイル                         | [ 28 ]  |
| 22  | 19  | ミルト・パパス                 | 右 | 1971年9月24日  | シカゴ・カブス                   | フィラデルフィア・フィリーズ     | 4        | グレッグ・ルジンスキー, ドン・マネー, マイク・アンダーソン                     | [ 29 ]  |
| 23  |     | ノーラン・ライアン (2)         | 右 | 1972年7月9日   | カリフォルニア・エンゼルス       | ボストン・レッドソックス         | 2        | カールトン・フィスク, ボブ・ブルダ, フアン・ベニケス                           | [ 30 ]  |
| 24  | 20  | ブルース・スーター             | 右 | 1977年9月8日   | シカゴ・カブス                   | モントリオール・エクスポズ       | 9        | エリス・バレンタイン, ゲイリー・カーター, ラリー・パリッシュ                   | [ 31 ]  |
| 25  | 21  | ペドロ・ボーボン               | 右 | 1979年6月23日  | シンシナティ・レッズ             | サンフランシスコ・ジャイアンツ   | 9        | マイク・サデック, ゲイリー・ラベール, ビリー・ノース                           | [ 32 ]  |
| 26  | 22  | リン・マグラサン               | 右 | 1979年8月25日  | シカゴ・カブス                   | サンフランシスコ・ジャイアンツ   | 3        | ラリー・ハーンドン, ジョー・ストレイン, ジャック・クラーク                     | [ 33 ]  |
| 27  | 23  | ジョーイ・マクローリン         | 右 | 1979年9月11日  | アトランタ・ブレーブス           | サンフランシスコ・ジャイアンツ   | 7        | ラリー・ハーンドン (2), グレッグ・ジョンストン, ジョニー・ルマスター           | [ 34 ]  |
| 28  | 24  | ロン・ギドリー                 | 左 | 1984年8月7日   | ニューヨーク・ヤンキース         | シカゴ・ホワイトソックス         | 9        | カールトン・フィスク (2), トム・パチョレック, グレッグ・ルジンスキー (2)       | [ 35 ]  |
| 29  | 25  | ダニー・ジャクソン             | 左 | 1985年10月24日 | カンザスシティ・ロイヤルズ       | セントルイス・カージナルス       | 7        | テリー・ペンドルトン, トム・ニエト, ブライアン・ハーパー                       | [ 13 ]  |
| 30  | 26  | ジェフ・ロビンソン             | 右 | 1987年9月7日   | ピッツバーグ・パイレーツ         | シカゴ・カブス                   | 8        | レオン・ダーラム, アンドレ・ドーソン, ラファエル・パルメイロ                   | [ 36 ]  |
| 31  | 27  | ロブ・ディブル                 | 右 | 1989年6月4日   | シンシナティ・レッズ             | サンディエゴ・パドレス           | 8        | カルメロ・マルティネス, マーク・ペアレント, ギャリー・テンプルトン             | [ 37 ]  |
| 32  | 28  | ジェフ・モンゴメリー           | 右 | 1990年4月29日  | カンザスシティ・ロイヤルズ       | テキサス・レンジャース           | 8        | ピート・インカビリア, ジノ・ペトラリ, サド・ボスリー                           | [ 38 ]  |
| 33  | 29  | アンディ・アシュビー           | 右 | 1991年6月15日  | フィラデルフィア・フィリーズ     | シンシナティ・レッズ             | 4        | ハル・モリス, トッド・ベンジンガー, ジェフ・リード                             | [ 39 ]  |
| 34  | 30  | デビッド・コーン               | 右 | 1991年8月30日  | ニューヨーク・メッツ             | シンシナティ・レッズ             | 5        | ハーム・ウィニンガム, ランディ・マイヤーズ, マリアーノ・ダンカン               | [ 40 ]  |
| 35  | 31  | ピート・ハーニッシュ           | 右 | 1991年9月6日   | ヒューストン・アストロズ         | フィラデルフィア・フィリーズ     | 7        | ウェス・チェンバレン, ディッキー・ソン, ホセ・デヘスース                       | [ 41 ]  |
| 36  | 32  | トレバー・ウィルソン           | 左 | 1992年6月7日   | サンフランシスコ・ジャイアンツ   | ヒューストン・アストロズ         | 9        | ジェフ・バグウェル, エリック・アンソニー, ラファエル・ラミレス                 | [ 42 ]  |
| 37  | 33  | メル・ロハス                   | 右 | 1994年5月11日  | モントリオール・エクスポズ       | ニューヨーク・メッツ             | 9        | デビット・セギー, トッド・ハンドリー, ジェフ・マクナイト                       | [ 43 ]  |
| 38  | 34  | スタン・ベリンダ               | 右 | 1994年8月6日   | カンザスシティ・ロイヤルズ       | シアトル・マリナーズ             | 9        | エリック・アンソニー (2), クリス・ハワード, ルイス・ソーホー                   | [ 44 ]  |
| 39  | 35  | トッド・ウォーレル             | 右 | 1995年8月13日  | ロサンゼルス・ドジャース         | ピッツバーグ・パイレーツ         | 9        | マーク・ジョンソン, アンジェロ・エンカーナシオン, スティーブ・ペグエス         | [ 45 ]  |
| 40  | 36  | マイク・マグナンテ             | 左 | 1997年8月22日  | ヒューストン・アストロズ         | コロラド・ロッキーズ             | 9        | エリス・バークス, ハービー・プリアム, ジェフ・リード (2)                       | [ 46 ]  |
| 41  | 37  | ロジャー・クレメンス           | 右 | 1997年9月18日  | トロント・ブルージェイズ         | ボストン・レッドソックス         | 1        | ノマー・ガルシアパーラ, ジョン・バレンティン, モー・ボーン                     | [ 47 ]  |
| 42  | 38  | ダグ・ジョーンズ               | 右 | 1997年9月23日  | ミルウォーキー・ブルワーズ       | カンザスシティ・ロイヤルズ       | 9        | ジョニー・デイモン, スコット・クーパー, ロッド・マイヤーズ                     | [ 48 ]  |
| 43  | 39  | ジミー・キー                   | 左 | 1998年4月14日  | ボルチモア・オリオールズ         | シカゴ・ホワイトソックス         | 2        | ロビン・ベンチュラ, マグリオ・オルドニェス, レイ・ダーラム                     | [ 49 ]  |
| 44  | 40  | マイク・ムッシーナ             | 右 | 1998年5月9日   | ボルチモア・オリオールズ         | タンパベイ・デビルレイズ         | 9        | フレッド・マグリフ, ポール・ソレント, リッチ・バトラー                         | [ 50 ]  |
| 45  | 41  | オーレル・ハーシュハイザー     | 右 | 1998年6月16日  | サンフランシスコ・ジャイアンツ   | コロラド・ロッキーズ             | 4        | エリス・バークス (2), ビニー・カスティーヤ, トッド・ヘルトン                   | [ 51 ]  |
| 46  | 42  | ランディ・ジョンソン           | 左 | 1998年9月2日   | ヒューストン・アストロズ         | アトランタ・ブレーブス           | 6        | ハビー・ロペス, アンドリュー・ジョーンズ, グレッグ・コルブラン                 | [ 52 ]  |
| 47  | 43  | ヘスス・サンチェス             | 左 | 1998年9月13日  | フロリダ・マーリンズ             | アトランタ・ブレーブス           | 3        | トニー・グラファニーノ, グレッグ・マダックス, ウォルト・ワイス                 | [ 53 ]  |
| 48  | 44  | シェーン・レイノルズ           | 右 | 1999年7月15日  | ヒューストン・アストロズ         | デトロイト・タイガース           | 1        | フアン・エンカーナシオン, ブラッド・オースマス, ボビー・ヒギンソン             | [ 54 ]  |
| 49  | 45  | B.J.ライアン                   | 左 | 1999年9月5日   | ボルチモア・・オリオールズ       | クリーブランド・インディアンス   | 6        | マニー・ラミレス, ジム・トーミ, リッチー・セクソン                             | [ 55 ]  |
| 50  | 46  | ウーゲット・ウービナ           | 右 | 2000年4月4日   | モントリオール・エクスポズ       | ロサンゼルス・ドジャース         | 9        | F・P・サンタンジェロ, デボン・ホワイト, マーク・グルジラネック                 | [ 56 ]  |
| 51  |     | ランディ・ジョンソン (2)       | 左 | 2001年8月23日  | アリゾナ・ダイヤモンドバックス   | ピッツバーグ・パイレーツ         | 6        | トニー・マクナイト, ゲイリー・マシューズ・ジュニア, ジャック・ウィルソン       | [ 57 ]  |
| 52  | 47  | ジェイソン・イズリングハウゼン | 右 | 2002年4月13日  | セントルイス・カージナルス       | ヒューストン・アストロズ         | 9        | ダリル・ウォード, ホセ・ビスカイーノ, フリオ・ルーゴ                           | [ 58 ]  |
| 53  | 48  | 金炳賢                         | 右 | 2002年5月11日  | アリゾナ・ダイヤモンドバックス   | フィラデルフィア・フィリーズ     | 8        | スコット・ローレン, マイク・リーバーサル, パット・バレル                       | [ 59 ]  |
| 54  | 49  | ペドロ・マルティネス           | 右 | 2002年5月18日  | ボストン・レッドソックス         | シアトル・マリナーズ             | 1        | イチロー, マーク・マクレモア, ルーベン・シエラ                                 | [ 60 ]  |
| 55  | 50  | ブライアン・ローレンス         | 右 | 2002年6月12日  | サンディエゴ・パドレス           | ボルチモア・オリオールズ         | 3        | ブルック・フォーダイス, ジェリー・ヘアストン・ジュニア, メルビン・モーラ       | [ 61 ]  |
| 56  | 51  | ブランドン・バッキー           | 右 | 2004年4月15日  | ヒューストン・アストロズ         | ミルウォーキー・ブルワーズ       | 8        | ビル・ホール, スコット・ポドセドニック, クレイグ・カウンセル                   | [ 62 ]  |
| 57  | 52  | ベン・シーツ                   | 右 | 2004年6月13日  | ミルウォーキー・ブルワーズ       | ヒューストン・アストロズ         | 3        | ピート・マンロー, クレイグ・ビジオ, ホセ・ビスカイーノ (2)                     | [ 63 ]  |
| 58  | 53  | ラトロイ・ホーキンス           | 右 | 2004年9月11日  | シカゴ・カブス                   | フロリダ・マーリンズ             | 9        | ジェフ・コーナイン, フアン・エンカーナシオン (2), アレックス・ゴンザレス       | [ 64 ]  |
| 59  | 54  | リック・ヘリング               | 右 | 2006年6月20日  | ミルウォーキー・ブルワーズ       | デトロイト・タイガース           | 1        | カーティス・グランダーソン, プラシド・ポランコ, イバン・ロドリゲス             | [ 65 ]  |
| 60  | 55  | バディ・カーライル             | 右 | 2007年7月6日   | アトランタ・ブレーブス           | サンディエゴ・パドレス           | 4        | カリル・グリーン, ラッセル・ブラニアン, ホセ・クルーズ・ジュニア               | [ 66 ]  |
| 61  | 56  | リッチ・ハーデン               | 右 | 2008年6月8日   | オークランド・アスレチックス     | ロサンゼルス・エンゼルス         | 1        | マイサー・イズトゥリス, ハウィー・ケンドリック, ギャレット・アンダーソン       | [ 67 ]  |
| 62  | 57  | フェリックス・ヘルナンデス     | 右 | 2008年6月17日  | シアトル・マリナーズ             | フロリダ・マーリンズ             | 4        | ジェレミー・ハーミッダ, ホルヘ・カントゥ, マイク・ジェイコブス                 | [ 68 ]  |
| 63  | 58  | A.J.バーネット                 | 右 | 2009年6月20日  | ニューヨーク・ヤンキース         | フロリダ・マーリンズ             | 3        | ジョシュ・ジョンソン, クリス・コグラン, エミリオ・ボニファシオ                 | [ 69 ]  |
| 64  | 59  | ロス・オーレンドルフ           | 右 | 2009年9月5日   | ピッツバーグ・パイレーツ         | セントルイス・カージナルス       | 7        | カリル・グリーン (2), フリオ・ルーゴ (2), ジェイソン・ラルー                   | [ 70 ]  |
| 65  | 60  | ラファエル・ソリアーノ         | 右 | 2010年8月23日  | タンパベイ・レイズ               | ロサンゼルス・エンゼルス         | 9        | エリック・アイバー, マイク・ナポリ, ピーター・ボージャス                       | [ 71 ]  |
| 66  | 61  | ジョーダン・ジマーマン         | 右 | 2011年5月6日   | ワシントン・ナショナルズ         | フロリダ・マーリンズ             | 2        | ジャンカルロ・スタントン, グレッグ・ダブス, ジョン・バック                     | [ 72 ]  |
| 67  | 62  | フアン・ペレス                 | 左 | 2011年7月8日   | フィラデルフィア・フィリーズ     | アトランタ・ブレーブス           | 10       | ジェイソン・ヘイワード, ネイト・マクラウス, ウィルキン・ラミレス               | [ 73 ]  |
| 68  | 63  | クレイ・バックホルツ           | 右 | 2012年8月16日  | ボストン・レッドソックス         | ボルチモア・オリオールズ         | 6        | アダム・ジョーンズ, マット・ウィータース, クリス・デービス                     | [ 74 ]  |
| 69  | 64  | ウェイド・マイリー             | 左 | 2012年10月1日  | アリゾナ・ダイヤモンドバックス   | コロラド・ロッキーズ             | 3        | ジョナサン・ヘレーラ, ドリュー・ポメランツ, ジョシュ・ラットリッジ             | [ 75 ]  |
| 70  | 65  | イバン・ノバ                   | 右 | 2013年5月29日  | ニューヨーク・ヤンキース         | ニューヨーク・メッツ             | 8        | アイク・デービス, マイク・バクスター, ルーベン・テハダ                         | [ 76 ]  |
| 71  | 66  | スティーブ・デラバー           | 右 | 2013年7月30日  | トロント・ブルージェイズ         | オークランド・アスレチックス     | 8        | アダム・ロサレス, ココ・クリスプ, クリス・ヤング                               | [ 77 ]  |
| 72  | 67  | ブラッド・ボックスバーガー     | 右 | 2014年5月8日   | タンパベイ・レイズ               | ボルチモア・オリオールズ         | 6        | スティーブ・ピアース, ジョナサン・スコープ, ケイレブ・ジョゼフ                 | [ 78 ]  |
| 73  | 68  | コール・ハメルズ               | 左 | 2014年5月17日  | フィラデルフィア・フィリーズ     | シンシナティ・レッズ             | 3        | ザック・コザート, ブランドン・フィリップス, トッド・フレイジャー               | [ 79 ]  |
| 74  | 69  | ジャスティン・マスターソン     | 右 | 2014年6月2日   | クリーブランド・インディアンス   | ボストン・レッドソックス         | 4        | ジョニー・ゴームズ, グレイディ・サイズモア, スティーブン・ドリュー             | [ 80 ]  |
| 75  | 70  | ギャレット・リチャーズ         | 右 | 2014年6月4日   | ロサンゼルス・エンゼルス         | ヒューストン・アストロズ         | 2        | ジョン・シングルトン, マット・ドミンゲス, クリス・カーター                     | [ 81 ]  |
| 76  | 71  | レックス・ブラザーズ           | 左 | 2014年6月14日  | コロラド・ロッキーズ             | サンフランシスコ・ジャイアンツ   | 8        | マイケル・モース, ブランドン・クロフォード, グレゴール・ブランコ               | [ 82 ]  |
| 77  | 72  | カルロス・コントレラス         | 右 | 2014年7月11日  | シンシナティ・レッズ             | ピッツバーグ・パイレーツ         | 7        | ジョーディー・マーサー, ジェフ・ロック, グレゴリー・ポランコ                   | [ 83 ]  |
| 78  | 73  | ブランドン・マッカーシー       | 右 | 2014年9月17日  | ニューヨーク・ヤンキース         | タンパベイ・レイズ               | 7        | ウィル・マイヤーズ, ニック・フランクリン, マット・ジョイス                     | [ 84 ]  |
| 79  | 74  | マイク・ファイヤーズ           | 右 | 2015年5月7日   | ミルウォーキー・ブルワーズ       | ロサンゼルス・ドジャース         | 4        | エンリケ・ヘルナンデス, カルロス・フリアス, ジョク・ピーダーソン               | [ 85 ]  |
| 80  | 75  | サンティアゴ・カシーヤ         | 右 | 2015年5月17日  | サンフランシスコ・ジャイアンツ   | シンシナティ・レッズ             | 9        | マーロン・バード,ブランドン・フィリップス (2), ジェイ・ブルース                | [ 86 ]  |
| 81  | 76  | フアン・ニカシオ               | 右 | 2016年7月4日   | ピッツバーグ・パイレーツ         | セントルイス・カージナルス       | 8        | スティーブン・ピスコッティ, ジョニー・ペラルタ, ヤディアー・モリーナ           | [ 87 ]  |
| 82  | 77  | ドリュー・ストーレン           | 右 | 2017年4月18日  | シンシナティ・レッズ             | ボルチモア・オリオールズ         | 9        | ジョナサン・スコープ (2), J.J.ハーディ, 金賢洙                                 | [ 88 ]  |
| 83  | 78  | クレイグ・キンブレル           | 右 | 2017年5月11日  | ボストン・レッドソックス         | ミルウォーキー・ブルワーズ       | 9        | エルナン・ペレス, トラビス・ショウ, ドミンゴ・サンタナ                         | [ 89 ]  |
| 84  | 79  | マックス・シャーザー           | 右 | 2017年5月14日  | ワシントン・ナショナルズ         | フィラデルフィア・フィリーズ     | 5        | シーザー・ヘルナンデス, オデュベル・ヘレーラ, アーロン・アルテール             | [ 90 ]  |
| 85  | 80  | ケンリー・ジャンセン           | 右 | 2017年5月18日  | ロサンゼルス・ドジャース         | マイアミ・マーリンズ             | 9        | デレク・ディートリック, JT・リドル, イチロー (2)                               | [ 91 ]  |
| 86  | 81  | カルロス・カラスコ             | 右 | 2017年7月7日   | クリーブランド・インディアンス   | デトロイト・タイガース           | 5        | ニコラス・カステヤノス, マイキー・マートック, ホセ・イグレシアス               | [ 92 ]  |
| 87  | 82  | デリン・ベタンセス             | 右 | 2017年8月2日   | ニューヨーク・ヤンキース         | デトロイト・タイガース           | 8        | ジム・アドゥチ, ジャスティン・アップトン, ミゲル・カブレラ                     | [ 93 ]  |
| 88  | 83  | ホセ・アルバラード             | 左 | 2017年8月4日   | タンパベイ・レイズ               | ミルウォーキー・ブルワーズ       | 9        | トラビス・ショウ (2), ヘスス・アギラー, エルナン・ペレス (2)                   | [ 94 ]  |
| 89  | 84  | リック・ポーセロ               | 右 | 2017年8月9日   | ボストン・レッドソックス         | タンパベイ・レイズ               | 5        | トレバー・プルーフ, ウィルソン・ラモス, マレックス・スミス                     | [ 95 ]  |
| 90  | 85  | ケビン・ゴーズマン             | 右 | 2018年4月23日  | ボルチモア・オリオールズ         | クリーブランド・インディアンス   | 7        | ヨンダー・アロンソ, ヤン・ゴームズ, ブラッドリー・ジマー                       | [ 96 ]  |
| 91  |     | マックス・シャーザー(2)        | 右 | 2018年6月5日   | ワシントン・ナショナルズ         | タンパベイ・レイズ               | 6        | ジョニー・フィールド, クリスチャン・アローヨ, ダニエル・ロバートソン           | [ 97 ]  |
| 92  | 86  | ヘルマン・マルケス             | 右 | 2018年8月8日   | コロラド・ロッキーズ             | ピッツバーグ・パイレーツ         | 4        | コーリー・ディッカーソン, スターリング・マルテ, グレゴリー・ポランコ(2)        | [ 98 ]  |
| 93  | 87  | ザック・ロスカップ             | 左 | 2018年8月19日  | ロサンゼルス・ドジャース         | シアトル・マリナーズ             | 9        | カイル・シーガー, リオン・ヒーリー, キャメロン・メイビン                       | [ 99 ]  |
| 94  | 88  | ジョシュ・ヘイダー             | 左 | 2019年3月30日  | ミルウォーキー・ブルワーズ       | セントルイス・カージナルス       | 9        | タイラー・オニール, デクスター・ファウラー, ジャイロ・ムニョス                 | [ 100 ] |
| 95  | 89  | トーマス・パノーン             | 左 | 2019年4月14日  | トロント・ブルージェイズ         | タンパベイ・レイズ               | 7        | アビサイル・ガルシア, ブランドン・ロウ, ダニエル・ロバートソン(2)              | [ 101 ] |
| 96  | 90  | クリス・セール                 | 左 | 2019年5月8日   | ボストン・レッドソックス         | ボルチモア・オリオールズ         | 7        | ハンサー・アルベルト, ドワイト・スミス・ジュニア, スティービー・ウィルカーソン | [ 102 ] |
| 97  |     | クリス・セール(2)              | 左 | 2019年6月5日   | ボストン・レッドソックス         | カンザスシティ・ロイヤルズ       | 8        | ケルビン・グティエレス, ニッキー・ロペス, マーティン・マルドナード             | [ 103 ] |
| 98  | 91  | スティーブン・ストラスバーグ   | 右 | 2019年7月3日   | ワシントン・ナショナルズ         | マイアミ・マーリンズ             | 4        | ギャレット・クーパー, ニール・ウォーカー, スターリン・カストロ                 | [ 104 ] |
| 99  |     | ケビン・ゴーズマン(2)          | 右 | 2019年8月18日  | シンシナティ・レッズ             | セントルイス・カージナルス       | 9        | ジャイロ・ムニョス(2), デクスター・ファウラー(2), トミー・エドマン             | [ 105 ] |
| 100 | 92  | クリス・マーティン             | 右 | 2019年9月11日  | アトランタ・ブレーブス           | フィラデルフィア・フィリーズ     | 7        | シーザー・ヘルナンデス(2), ジェイ・ブルース(2), ローガン・モリソン             | [ 106 ] |
| 101 | 93  | ウィル・ハリス                 | 右 | 2019年9月27日  | ヒューストン・アストロズ         | ロサンゼルス・エンゼルス         | 8        | ケイレブ・カワート, マット・サイス, マイケル・エルモシーヨ                     | [ 107 ] |
| 102 | 94  | ザック・プリーサック           | 右 | 2020年9月18日  | クリーブランド・インディアンス   | デトロイト・タイガース           | 2        | ホルヘ・ボニファシオ, ニコ・グッドラム, オースティン・ロマイン                 | [ 108 ] |
| 103 |     | マックス・シャーザー(3)        | 右 | 2021年9月12日  | ロサンゼルス・ドジャース         | サンディエゴ・パドレス           | 2        | フェルナンド・タティス・ジュニア,エリック・ホズマー,トミー・ファム             | [ 109 ] |
| 104 | 95  | ネスター・コーテズ             | 左 | 2022年4月17日  | ニューヨーク・ヤンキース         | ボルチモア・オリオールズ         | 4        | アンソニー・サンタンダー,ライアン・マケナ,ロビンソン・チリノス                 | [ 110 ] |
| 105 | 96  | ルイス・ガルシア               | 右 | 2022年6月15日  | ヒューストン・アストロズ         | テキサス・レンジャーズ           | 2        | ネイト・ロウ,エセキエル・デュラン,ブラッド・ミラー                             | [ 111 ] |
| 106 | 97  | フィル・メイトン               | 右 | 2022年6月15日  | ヒューストン・アストロズ         | テキサス・レンジャーズ           | 7        | ネイト・ロウ(2),エセキエル・デュラン(2),ブラッド・ミラー(2)                    | [ 111 ] |
| 107 | 98  | リード・デトマーズ             | 左 | 2022年7月31日  | ロサンゼルス・エンゼルス         | テキサス・レンジャーズ           | 2        | エセキエル・デュラン(3),コール・カルフーン,チャーリー・カルバーソン            | [ 112 ] |
| 108 | 99  | ライアン・ヘルズリー           | 右 | 2022年9月16日  | セントルイス・カージナルス       | シンシナティ・レッズ             | 9        | カイル・ファーマー,ジェイク・フレイリー,ドノバン・ソラーノ                     | [ 113 ] |
| 109 | 100 | ヘイデン・ウェズネスキー       | 右 | 2022年9月22日  | シカゴ・カブス                   | ピッツバーグ・パイレーツ         | 5        | ジャック・スウィンスキー,ザック・コリンズ,ジェイソン・ディレイ                 | [ 114 ] |
| 110 | 101 | エニエル・デロスサントス       | 右 | 2022年9月27日  | クリーブランド・ガーディアンズ   | タンパベイ・レイズ               | 7        | クリスチャン・ベタンコート,ホセ・シリ,テイラー・ウォールス                     | [ 115 ] |
| 111 | 102 | コリン・ホルダーマン           | 右 | 2023年5月4日   | ピッツバーグ・パイレーツ         | タンパベイ・レイズ               | 7        | テイラー・ウォールス(2),ルーク・レイリー,クリスチャン・ベタンコート(2)         | [ 116 ] |
| 112 | 103 | ヨハン・オビエド               | 右 | 2023年5月24日  | ピッツバーグ・パイレーツ         | テキサス・レンジャーズ           | 4        | ジョシュ・スミス,ロビー・グロスマン,ジョナ・ハイム                             | [ 117 ] |
| 113 | 104 | マイケル・コペック             | 右 | 2024年7月10日  | シカゴ・ホワイトソックス         | ミネソタ・ツインズ               | 9        | ブルックス・リー,マット・ウォルナー,マックス・ケプラー                         | [ 118 ] |